# Sava Ranđelović
Sava Ranđelović (en cyrillique, Сава Ранђеловић, né le 17 juillet 1993 à Niš) est un joueur de water-polo serbe, qui évolue au sein de l'AN Brescia en Italie.
Il est champion d'Europe 2014.